# Jean-Pierre Malbois
Pour les articles homonymes, voir Malbois.
Jean-Pierre Marie Gaudens Malbois est un homme politique français né le 19 mai 1787 à L'Isle-en-Dodon (Haute-Garonne) et mort le 7 janvier 1864 à L'Isle-en-Dodon.

## Biographie
Entré à l'école Polytechnique, il fait les campagnes napoléoniennes. Maire de l'Isle-sur-Dodon de 1817 à 1827, conseiller général du canton de L'Isle-en-Dodon de 1833 à 1861, il est député de la Haute-Garonne de 1848 à 1851, siégeant à droite.

## Sources
- « Jean-Pierre Malbois », dans Adolphe Robert et Gaston Cougny, Dictionnaire des parlementaires français, Edgar Bourloton, 1889-1891 [détail de l’édition]